# Джозеф Камвендо
Джозеф Камвендо (англ. Joseph Kamwendo; нар. 23 жовтня 1986, Блантайр) — колишній малавійський футболіст, що грав на позиції півзахисника за низку африканських клубів. Також протягом 13 років виступав за національну збірну Малаві, у складі команди взявши участь у 104 матчах. Після завершення кар'єри гравця — юнацький футбольний тренер. Одразу після оголошення про завершення кар'єри почав працювати тренером у футбольній академії Вальтера Няміланду.

## Клубна кар'єра
Пограв за низку африканських клубів. У 2005 році він отримав звання «Футбольна зірка року» в Зімбабве під час виступів за клуб «КАПС Юнайтед», ставши першим легіонером, якому присудили це звання.
Сезон 2005-06 років провів в данському «Норшелланні».
У листопаді 2013 року він приєднався до «ТП Мазембе», підписавши п'ятирічний контракт.
23 грудня 2019 року 33-річний Камвендо оголосив про завершення кар'єри.

## Міжнародна кар'єра
Дебютував за національну збірну Малаві 15 листопада 2003 року у матчі першого раунду кваліфікації до чемпіонату світу 2006 року проти Ефіопії (0:0), вийшовши у стартовому складі та провівши на полі повний матч.
Перший гол у формі збірної забив 31 травня 2008 року у матчі групового етапу кваліфікації до Кубку африканських націй 2010 проти Джибуті, який завершився розгромною перемогою малавійців з рахунком 8:1.
У 2010 році у складі збірної пробився до фінальної частини Кубку африканських націй. В групі малавійці почали з перемоги над збірною Алжиру (3:0) з Геззалем, Бельхаджем, Зіяні та іншими досить відомими в Європі гравцями. Проте наступні два матчі проти не менш зіркових Анголи та Малі збірна Малаві програла з загальним рахунком 5:1 й не вийшла до раунду плей-оф.
Останній матч за національну збірну Малаві Джозеф Камвендо зіграв 25 березня 2016 року. Ним став матч групового етапу в кваліфікації до Кубку африканських націй 2017 проти збірної Гвінеї.
Всього за національну команду Камвендо провів 104 матчі, в яких відзначився 6 голами.